# NCSOFT
株式会社 エヌシーソフト（NCソフト、朝: 엔씨소프트、英: NCSoft）は、大韓民国の京畿道城南市に本社を置くオンラインゲーム運営企業。本店はソウル特別市江南区に置かれている。
名称が似ている企業に、日本でCAD/CAMシステムを販売しているNCソフトサービスセンター（NCSOFT Service Center)があるが、資本関係も無い全く別の企業である。
キャッチコピーは「WINDOW TO THE FUTURE (未来への窓)」である。

## 歴史
- 1997年起業。
- 1998年9月 - リネージュ提供開始。
- 2004年7月 - リネージュII提供開始。
- 2005年4月 - ギルドウォーズ提供開始。
- 2006年 - タワー オブ アイオン提供開始。
- 2012年2月 - SKテレコムの持つNtreev Softの株式を買収し子会社化[1]。
- 2012年6月 - ブレイドアンドソウル提供開始。韓国ネクソン社が筆頭株主になる[2]。

## 主な運営タイトル

### 現行
- ブレイドアンドソウル
- タワー オブ アイオン
- ギルドウォーズ ※子会社の米ArenaNet（英語版）開発
- リネージュII
- リネージュ
- 真・雀龍門
- 護縁

#### 日本未配信
- ギルドウォーズ2（英語版） ※子会社の米ArenaNet（英語版）との共同開発
- ラブビート（朝鮮語版） ※韓クレイジーダイヤモンド開発

### 過去
- Blue Tears（朝鮮語版） (原題Punch Monster、2012年12月18日サービス終了[3]) ※韓Nextplay（朝鮮語版）開発
- タブラ ラサ（英語版） ※米Destination Games（英語版）開発
- バトルクラッシュ（2024年11月29日サービス終了[4]）

#### 日本未配信
- City of Heroes（英語版） (2012年11月30日サービス終了[5]) ※米Cryptic Studios（英語版）開発
- 魔法学校アルピア（朝鮮語版） (마법학교 아르피아) ※J Interactive開発
- ミッションアルピア (미션 아르피아)
- ビジューマチュー (비쥬마츄)
- 名人チャンギ (명인장기、2013年2月13日サービス終了[6])
- クラシックマッゴー (클래식맞고、2013年2月13日サービス終了[6])
- 宣言マッゴー (선언맞고、2013年2月13日サービス終了[6])
- ゴールデンポーカー (골든포커、2013年2月13日サービス終了[6])
- マスター×マスター（英語版） (2018年1月31日サービス終了[7]) ※STUDIO MXM開発
- WildStar（英語版） (2018年11月28日サービス終了[8]) ※子会社の米Carbine Studios（英語版）開発

#### 開発中止
- スチールドッグ（朝鮮語版）